# Primera División (Schach) 1976
Die Primera División (Schach) 1976 war die höchste Spielklasse der 20. spanischen Mannschaftsmeisterschaft im Schach und wurde mit zehn Mannschaften ausgetragen. Meister wurde CA Caja Insular de Ahorros, während sich der Titelverteidiger CA Schweppes Madrid mit dem vierten Platz begnügen musste. Aus der Segunda División waren CA Condal Las Palmas und GE Seat Barcelona. Während Las Palmas den Klassenerhalt erreichte, musste Seat Barcelona zusammen mit RCD La Coruña direkt wieder absteigen.
Zu den Mannschaftskadern siehe Mannschaftskader der Primera División (Schach) 1976.

## Modus
Die zehn teilnehmenden Mannschaften spielten ein einfaches Rundenturnier, die beiden Letzten stiegen ab und wurden durch die beiden Ersten der Segunda División ersetzt. Gespielt wurde an vier Brettern, über die Platzierung entschied zunächst die Anzahl der Brettpunkte (ein Punkt für einen Sieg, ein halber Punkt für ein Remis, kein Punkt für eine Niederlage), anschließend die Anzahl der Mannschaftspunkte (zwei Punkte für einen Sieg, ein Punkt für ein Unentschieden, kein Punkt für eine Niederlage).

## Termine und Spielort
Das Turnier wurde vom 3. bis 11. September im Palacio de la Lonja in Saragossa.

## Saisonverlauf
CA Caja Insular de Ahorros lag ab der 5. Runde in Führung und setzte sich weiter ab. Vor der letzten Runde stand der Titelgewinn bereits fest, der Vorsprung betrug am Ende 5 Punkte. GE Seat Barcelona stand vorzeitig als Absteiger fest, während RCD La Coruña sich mit einem 4:0-Sieg gegen CA Peña Rey Ardid Bilbao noch gerettet hätte. La Coruña gewann allerdings nur 3,5:0,5 und stieg daher mit einem halben Punkt Rückstand auf Bilbao ab.

## Abschlusstabelle
| Pl. | Verein                   | Sp | G | U | V | Brett-P.  | Mannsch.-P. |
| --- | ------------------------ | -- | - | - | - | --------- | ----------- |
| 01. | Caja Insular de Ahorros  | 9  | 6 | 3 | 0 | 26,0:10,0 | 15:3        |
| 02. | UGA Barcelona            | 9  | 4 | 3 | 2 | 21,0:15,0 | 11:7        |
| 03. | CA Condal Las Palmas (N) | 9  | 5 | 3 | 1 | 20,5:15,5 | 13:5        |
| 04. | CA Schweppes Madrid (M)  | 9  | 5 | 2 | 2 | 20,5:15,5 | 12:6        |
| 05. | CE Terrassa              | 9  | 3 | 4 | 2 | 18,5:17,5 | 10:8        |
| 06. | Asociación Barcinona     | 9  | 1 | 7 | 1 | 18,5:17,5 | 9:9         |
| 07. | CE Espanyol Barcelona    | 9  | 2 | 1 | 6 | 16,5:19,5 | 5:13        |
| 08. | CA Peña Rey Ardid Bilbao | 9  | 2 | 3 | 4 | 15,5:20,5 | 7:11        |
| 09. | RCD La Coruña            | 9  | 1 | 3 | 5 | 15,0:21,0 | 5:13        |
| 10. | GE Seat Barcelona (N)    | 9  | 1 | 1 | 7 | 8,0:28,0  | 3:15        |

### Entscheidungen
|     | spanischer Mannschaftsmeister: CA Caja Insular de Ahorros           |
|     | Absteiger in die Segunda División: RCD La Coruña, GE Seat Barcelona |
| (M) | Titelverteidiger                                                    |
| (N) | Vorjahresaufsteiger                                                 |

### Kreuztabelle
| Ergebnisse | Ergebnisse               | 01. | 02. | 03. | 04. | 05. | 06. | 07. | 08. | 09. | 10. |
| ---------- | ------------------------ | --- | --- | --- | --- | --- | --- | --- | --- | --- | --- |
| 01.        | Caja Insular de Ahorros  |     | 2   | 3   | 3   | 3½  | 2   | 3   | 2   | 3½  | 4   |
| 02.        | UGA Barcelona            | 2   |     | 1½  | 1½  | 2   | 3   | 2½  | 2   | 2½  | 4   |
| 03.        | CA Condal Las Palmas     | 1   | 2½  |     | 2   | 2   | 2   | 2½  | 3   | 2½  | 3   |
| 04.        | CA Schweppes Madrid      | 1   | 2½  | 2   |     | 1½  | 2   | 2½  | 2½  | 3   | 3½  |
| 05.        | CE Terrassa              | ½   | 2   | 2   | 2½  |     | 2   | 3   | 1½  | 2   | 3   |
| 06.        | Asociación Barcinona     | 2   | 1   | 2   | 2   | 2   |     | 2   | 2   | 2   | 3½  |
| 07.        | CE Espanyol Barcelona    | 1   | 1½  | 1½  | 1½  | 1   | 2   |     | 1½  | 3   | 3½  |
| 08.        | CA Peña Rey Ardid Bilbao | 2   | 2   | 1   | 1½  | 2½  | 2   | 2½  |     | ½   | 1½  |
| 09.        | RCD La Coruña            | ½   | 1½  | 1½  | 1   | 2   | 2   | 1   | 3½  |     | 2   |
| 10.        | GE Seat Barcelona        | 0   | 0   | 1   | ½   | 1   | ½   | ½   | 2½  | 2   |     |

## Die Meistermannschaft
| 1.            | CA Caja Insular de Ahorros                                                          |
| Schachfiguren | Bent Larsen, José Miguel Fraguela Gil, Fernando Visier Segovia, José García Padrón. |